# La Sauvetat (Puy-de-Dôme)
Sauvetat – miejscowość i gmina we Francji, w regionie Owernia-Rodan-Alpy, w departamencie Puy-de-Dôme.
Według danych na rok 1990 gminę zamieszkiwało 591 osób, a gęstość zaludnienia wynosiła 74 osób/km² (wśród 1310 gmin Owernii Sauvetat plasuje się na 356. miejscu pod względem liczby ludności, natomiast pod względem powierzchni na miejscu 893.).